# Pingback
Pingback és un mètode perquè els autors de la web sol·licitin una notificació quan algú enllaça un dels seus documents. Això permet a autors no perdre de vista qui els està enllaçant, o referenciant els seus articles. Algunes eines de sistemes de blogs com WordPress, suporten pingbacks automàtics on tots els enllaços d'un article a publicar poden ser notificats quan l'article és publicat.
Mitjançant aquest protocol, quan un lloc que envia pingbacks fa referència o enllaça a una pàgina que permet rebre pingbacks, el segon lloc sabrà que és citat pel primer.